# Buckminster Fuller
Buckminster Fuller (anglès: Richard Buckminster Fuller)  (Milton, 12 de juliol de 1895 - Los Angeles, 1 de juliol de 1983) fou un visionari, dissenyador, arquitecte, inventor, escriptor i futurista estatunidenc Ha publicat més de trenta llibres, encunyant o popularitzant termes com "vaixell terrestre", "efímera" i "sinèrgica".
Els treballs més coneguts de Fuller són les cúpules geodèsiques que es poden veure per exemple en edificis emblemàtics, o en estacions de radar. Es van concebre en aplicar els principis bàsics per a construir estructures simples com tetràedres, octàedres,... a estructures esfèriques més complexes, extremadament lleugeres i estables.
Un tipus de molècules químiques, formades exclusivament per àtoms de carboni, porten el seu nom, són els ful·lerens i s'anomenen així per la semblança d'aquestes molècules a les cúpules que dissenyà Fuller. La cúpula geodèsica es va utilitzar, entre altres coses, per al pavelló dels Estats Units a l'Exposició Universal de Mont- real de 1967, on ara es troba la Biosfera.

## Biografia
Fuller va néixer el dia 12 de juliol de 1895, a Milton (Massachusetts); fill de Richard Buckminster Fuller i Caroline Andrews Wolcott, també era el nebot de la transcendentista nord-americana Margaret Fuller.
Va passar els seus primers anys en una llar d'infants fröbeliana i part de la seva joventut a Bear Island, a la badia de Penobscot, a la costa de Maine; va lluitar amb la geometria, com era incapaç de comprendre l'abstracció necessària per imaginar que un punt marcat amb guix a la pissarra podria representar un punt matemàtic, o que una línia maldestrament dibuixada amb una fletxa a l'extrem pretenia representar un tram infinit.
Sovint feia coses amb els materials que portava dels passejos pel bosc, i de vegades fins i tot dissenyava eines. També va experimentar en el disseny d'un nou dispositiu de propulsió per a embarcacions petites.
Anys més tard, es va adonar que aquest tipus d'experiències li havien despertat no només un interès pel disseny, sinó també una familiaritat i coneixement dels materials que el van ajudar en els seus projectes posteriors. Fuller estava certificat com a maquinista, i sabia com operar premses de fre, premses d'estirament i altres eines i equips utilitzats en el comerç de xapa.

### Estudis
Fuller va ser enviat a l'Acadèmia Milton de Massachusetts, i després va continuar els seus estudis a Harvard. Va ser expulsat de la Universitat Harvard dues vegades : primer per haver gastat molt de diners en libacions amb una companyia de vodevil nord-americana, i després, un temps després de la seva readmissió, per «irresponsabilitat i desinterès».
Ell mateix es considerava un inadaptat i un inconformista en la fraternitat estudiantil. Passarien molts anys abans d'obtenir un títol de Doctor en Ciències al Bates College de Lewiston, Maine.

### Experiència de guerra
Entre els seus dos períodes a Harvard, Fuller va treballar al Canadà com a mecànic en una fàbrica tèxtil, i més tard com a treballador en la indústria de l'envasament de carn. També va servir a la Marina durant la Primera Guerra Mundial, com a operador de ràdio, com a editor de publicacions i com a comandant de vaixell.
Després de llicenciar-se, va tornar a treballar per a la indústria de l'envasament de carn, on va adquirir experiència de gestió. El 1917 es va casar amb Anne Hewlett. El 1922 la petita filla de Fuller, Alexandra, va morir per complicacions de la poliomielitis i la meningitis cefaloraquidia. Considerant les condicions insalubres de l'habitatge dels Fuller responsables de la malaltia de la seva filla, ell i el seu padrastre van desenvolupar durant la dècada de 1920 el sistema de construcció Stockade que tenia com a objectiu produir habitatges amb materials de construcció lleugers i impermeables i resistents al foc; el negoci estava condemnat al fracàs.

### Sobre la fallida i la depressió
El 1927, als trenta-dos anys, Fuller no tenia un cèntim i estava a l'atur, allotjat en una pensió per a persones amb ingressos baixos a Chicago, Illinois. Lluitant econòmicament per nodrir la família (va ser pare per segona vegada aquell any), va començar a beure, fins i tot va pensar en el suïcidi. Finalment va decidir embarcar-se en un experiment per tal de «trobar què podria fer un sol individu per ajudar a canviar el món i beneficiar a tota la humanitat».

### 1929-1945

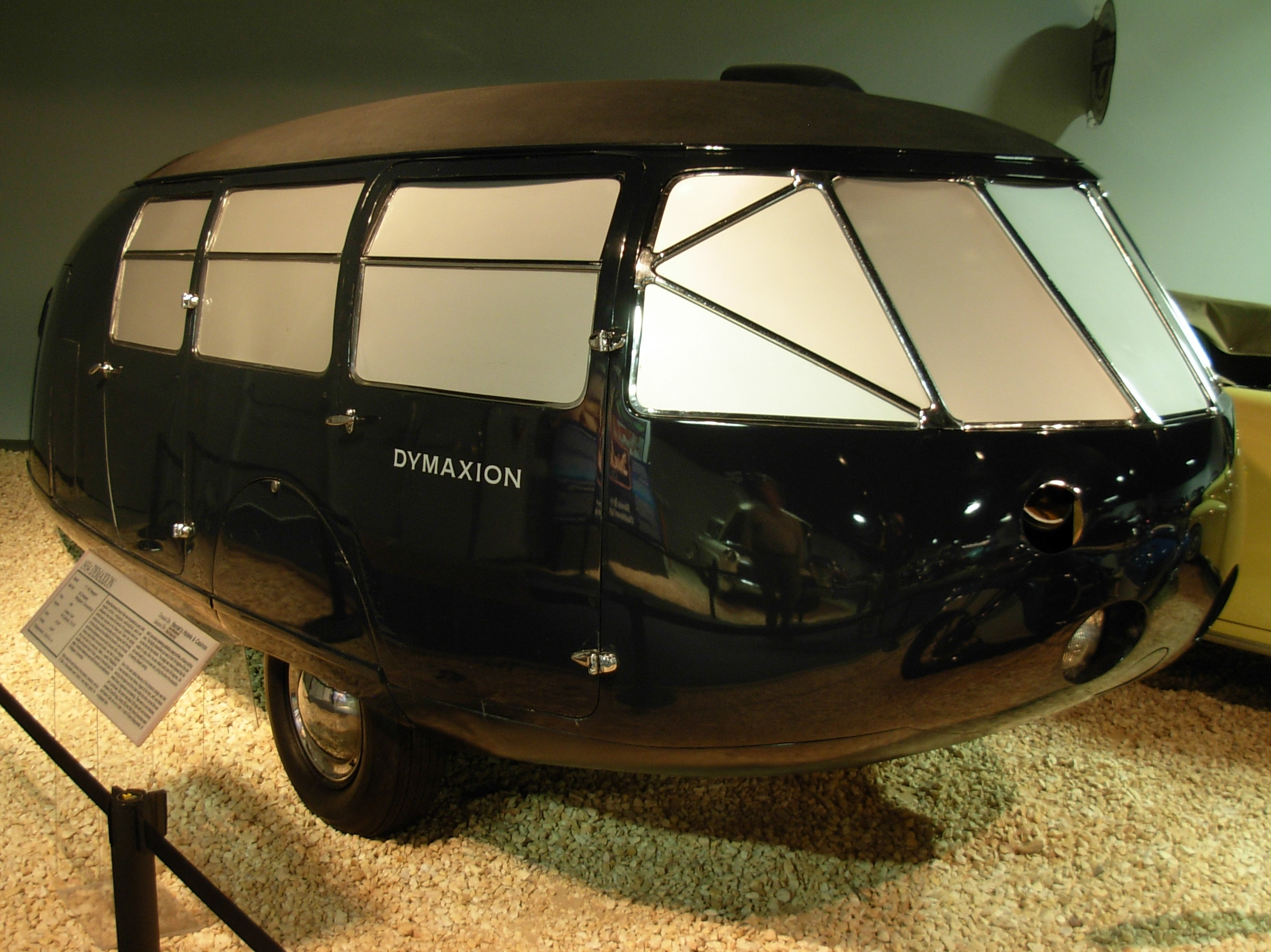
prototip del Dymaxion.

El 1928 Fuller vivia a Greenwich Village i passava molt de temps al popular cafè Romany Marie on, uns anys abans, havia passat tota una vetllada en una conversa profunda amb Marie i Eugène O'Neill. Fuller va acceptar decorar l'interior del cafè a canvi de menjar, va donar conferències informals diverses vegades a la setmana, i va exposar els models i plànols de la casa Dymaxion.
Isamu Noguchi el va conèixer el 1929 i aviat, Noguchi i Fuller van col·laborar en diversos projectes, inclòs el modelatge del cotxe Dymaxion. Va ser l'inici d'una amistat que va durar tota la vida.
Durant la Segona Guerra Mundial, Fuller va treballar a l'Office of Economic Warfare sota Roosevelt (Board of Economic Warfare). També va treballar en projectes de planificació econòmica amb el Brasil abans de la Segona Guerra Mundial.

### Cúpules geodèsiques
Fuller va ensenyar al Black Mountain College de Carolina del Nord durant els estius de 1948 i 1949, i com a director de l'Institut d'estiu el 1949. Amb el suport d'un grup de professors i estudiants, hi va començar a reinventar un projecte que el faria famós: la cúpula geodèsica. Tot i que la cúpula geodèsica va ser creada uns trenta anys abans pel D. Walther Bauersfeld, Fuller va obtenir les patents dels Estats Units. Se li atribueix la popularització d'aquest tipus d'estructura.
Un dels seus primers models es va construir l'any 1945 al Bennington College de Vermont, on sovint donava conferències. El 1949 va aixecar la primera cúpula geodèsica que podia suportar el seu propi pes sense límits pràctics. Feia 4,3 mètres de diàmetre i era feta d'un tub d'alumini i una capa de vinil, en forma d'icosaedre. Per demostrar la solidesa de la construcció als escèptics, Fuller va demanar a uns estudiants que l'havien ajudat a construir-lo per penjar-lo des del marc de l'estructura.
El govern dels Estats Units va reconèixer la importància del seu treball i va fer servir el seu gabinet Geodèsics, Inc. a Raleigh a l'estat de Carolina del Nord per fer cúpules per als militars. En pocs anys, hi havia milers d'aquestes cúpules a tot el món.

### Obres més famoses
Durant el següent mig segle, Fuller va desenvolupar molts conceptes, idees i invents, especialment en les àrees de l'habitatge pràctic i econòmic, així com en el camp del transport. Va registrar escrupolosament la seva vida, la seva filosofia i les seves idees en un diari (més tard anomenat Chronofichier Dymaxion) complementat per vint-i-vuit publicacions. Fuller va finançar alguns dels seus experiments amb fons heretats, de vegades complementats amb fons invertits pels seus col·laboradors, un exemple va ser el projecte de cotxes Dymaxion.

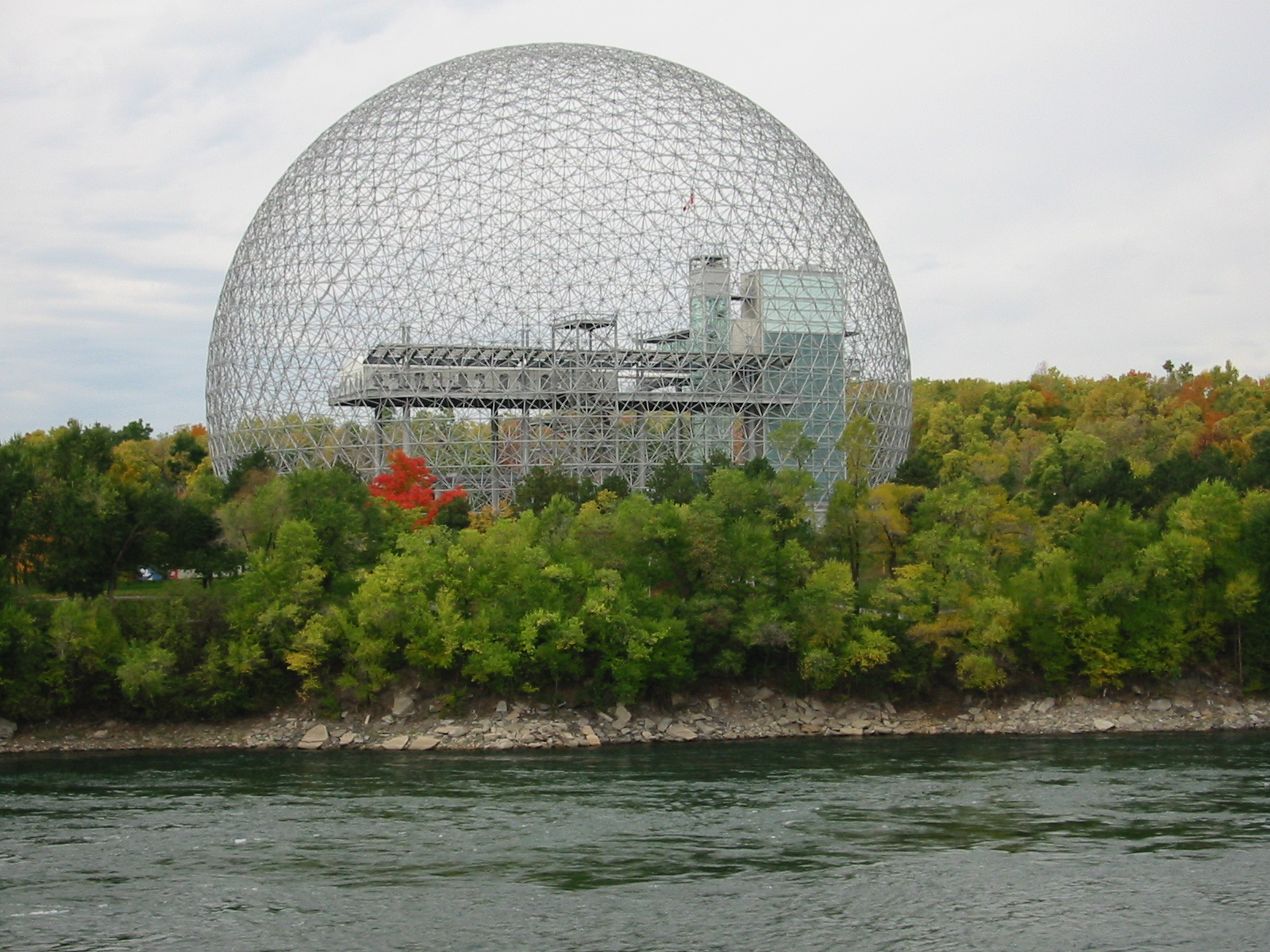
La cúpula geodèsica de la Biosfera a Île Sainte-Hélène, Mont -real.

### Escena mundial
El reconeixement internacional va arribar amb l'èxit de les enormes cúpules geodèsiques al llarg dels anys cinquanta. El 1954, Fuller va començar a treballar amb l'arquitecte Shoji Sadao. El 1964, van fundar el despatx d'arquitectura Fuller & Sadao Inc., el primer projecte del qual va ser l'enorme cúpula geodèsica del pavelló dels Estats Units per a l'Exposició Universal de 1967 (Expo 67) a Mont-real. Aquesta estructura s'anomena ara La Biosfera.
Fuller va ensenyar a la Universitat de Washington a St. Louis el 1955, on va conèixer James Fitzgibbon, que es convertiria en un col·lega i amic íntim. De 1959 a 1970, Fuller va ensenyar a la Universitat de Southern Illinois a Carbondale (SIU). Començant com a professor ajudant a l'Escola d'Art i Disseny, va aconseguir un càrrec l'any 1968. Treballant com a dissenyador, investigador, desenvolupador i escriptor, va donar conferències durant molts anys arreu del món.
Va col·laborar a la SIU amb l'investigador John McHale, artista, sociòleg i especialista en estudis prospectius, en el projecte World Design Science Decade.

### La dècada mundial de la ciència del disseny i altres projectes
El 1965, Fuller i McHale van inaugurar el «Dècada Mundial de la Ciència del Disseny» (El projecte s'estableix al llarg de deu anys: 1965-1975) a la reunió de la Unió Internacional d'Arquitectes a París, que, segons les seves pròpies paraules, es va dedicar a «l'aplicació dels principis de la ciència per resoldre els problemes de la humanitat».
Fuller creia que les societats humanes farien servir principalment i ràpidament fonts d'energia renovables, com l'energia solar i eòlica. Va imaginar una època «educació omni-èxit i suport inquebrantable per al sosteniment de tota la humanitat»
.
"Sé que el que us dic, com a arquitectes, pot ser-vos incòmode al principi, però vull que us adoneu que això és el que està passant. Intento deixar-vos clar que, per primera vegada en la història de l'home a la Terra, en realitat estem aplicant la màxima capacitat científica a aquest habitatge espacial extraterrestre, subscrit, sense voler i exclusivament, per la supremacia de l'armament ambiciós per al control celeste. del poder mundial del foc. Aquesta supremacia celestial implica, però, un requisit sense precedents del sistema d'armes, el de convertir l'home en un sistema d'intel·ligència biològica semiautònom i amb èxit, allunyat de la Terra, on no podrà sobreviure normalment per si mateix, tal com han pogut fer els soldats de reconeixement independents. en la història anterior."
També detalla la seva visió de la «revolució mundial de l'arquitectura», el 1965, al seu llibre Utopia ou Oblivion. Hi planeja una operació quirúrgica als homes que viuen en aquestes biosferes. «En parlar de la reforma de l'entorn de l'home, incloc l'operació d'un cirurgià sobre el cos humà perquè aquest últim és l'entorn mòbil del cervell».